# Harmoniemusik
Pour les articles homonymes, voir harmonie (homonymie).
Ne doit pas être confondu avec orchestre d'harmonie, musique militaire ou turquerie.
Par musique d'harmonie (en allemand : Harmoniemusik), on entend, au sens de l'histoire de la musique, un ensemble d'instruments à vent composé de bois et de cuivres employé par un mécène aristocratique, une tradition apparue vers 1770 à Vienne jusqu'à la fin du Saint-Empire romain germanique et utilisée notamment pour les concerts en plein air ou la musique de table. La formation habituelle était composée d'un octuor à vent (pupitre par paire : deux hautbois, deux clarinettes, deux cors et deux bassons). Les œuvres pour cette formation sont aujourd'hui plutôt classées dans la musique de chambre.
L'ajout d'instruments de basse (contrebasson, serpent ou contrebasse) et d'autres instruments à vent (trompette, flûte) a finalement conduit à la création d'orchestres d'instruments à vent richement dotés. Ces orchestres d'harmonie, qui portent encore souvent le nom de musique (d'harmonie) ou orchestre (d'harmonie), notamment en France, au Benelux et en Suisse, ne doivent toutefois pas être confondus avec l'expression musique d'harmonie au sens originel.
L'Harmoniemusik s'est poursuivi jusqu'au début du XIXe siècle, mais s'est rapidement éteint lorsque les réformes politiques radicales en France ont transformé cette formation en une entité qui allait devenir le prototype de l'orchestre symphonique et de l'orchestre d'harmonie contemporains.
Il ne faut pas confondre cette formation musicale sans percussions avec celles en employant à l'époque : musique militaire (avec bois, cuivres et percussions), et musique dans le style des turqueries imitant le mehter des janissaires.

## Terminologie
Horace Fitzpatrick écrit :

« À partir de 1756 environ, l'Empereur [à Vienne] et les nobles autrichiens ont entretenu des orchestres de maison appelés Harmonien, généralement composés de paires de hautbois, cor, basson, et après 1770 environ, clarinette. Ces groupes d'instruments à vent faisaient partie du personnel musical de la maison et assuraient la sérénade lors des banquets et des garden-parties. Joseph II, empereur du Saint-Empire romain germanique, conservait pour sa délectation personnelle une "Harmonie" de solistes, composée des principaux instrumentistes à vent de l'"opéra" impérial. Son successeur Franz II, empereur du Saint Empire romain germanique, poursuivit cette pratique. »

Selon la biographe de Joseph Haydn Rosemary Hughes :

« Feldharmonie ou simplement « Harmonie » était l'orchestre à vent, entretenu par la plupart des nobles même lorsqu'ils ne pouvaient pas se permettre un orchestre plus important, pour se produire lors des parties de chasse et autres divertissements en plein air. »

Roger Hellyer, écrivant dans le Grove Dictionary, note que si l'Harmonie avait généralement un mécène aristocrate, la même musique était parfois aussi jouée par des musiciens de rue. Une lettre de Wolfgang Amadeus Mozart à son père Leopold (3 novembre 1781) notait que des musiciens de rue lui avaient donné la sérénade avec sa propre composition, la Sérénade KV 375 à l'aveugle.
En anglais, le mot « Harmonie » n'existe que comme terme technique de musicologie historique. Dans d'autres langues européennes, comme le néerlandais, le français et l'allemand, le terme peut également désigner un orchestre d'harmonie moderne. L'expression utilisée (en néerlandais : HaFaBra) est l'abréviation et la contraction de « Harmonie » (orchestre d'harmonie), « Fanfare » (fanfare et/ou orchestre de fanfare, généralement avec une connotation de fanfare) et « Brassband » (brass band), un terme générique pour tous les types d'orchestres à vent, y compris les types avec des instruments supplémentaires non éoliens tels que les percussions typique d'une fanfare.

### «Harmonie» comme section de vent
Les aristocrates qui employaient une musique d'harmonie (ou harmonie) avaient souvent aussi un petit orchestre, numériquement dominé par les cordes ou entièrement composé de celles-ci. Lorsque les membres de l'harmonie participaient à des représentations avec de tels orchestres, il devenait possible pour le compositeur d'enrichir la texture musicale avec des parties de vent, sans augmenter le coût salarial de son mécène. Ainsi, le terme « Harmonie » en vint à désigner également la section des vents d'un petit orchestre, désormais appelée petite harmonie en France pour la section des bois. À propos de cette pratique, Fitzpatrick écrit : « C'est l'« Harmonie » de François II qui constituait la section des vents dans l'orchestre de Beethoven en 1800 lors de la première de la Première symphonie. »
La Messe en si bémol majeur de Joseph Haydn, (H. 22/14, 1802) est surnommée la Harmoniemesse, car (contrairement aux autres messes que Haydn a écrites à cette époque), elle comprend des parties pour toute une section de vents, grâce à l'introduction récente de ces instruments dans l'ensemble musical formé par le Prince Nikolaus Esterházy II.

### Musique arrangée pour Harmonie
L'expression allemande du XVIIIe siècle auf Harmonie setzen (litt. : « mis en harmonie ») signifie arranger un morceau de musique pour l'exécuter par une harmonie. Par exemple, Der Messias (en), l'arrangement par Mozart du Messiah de Haendel, comprenait plusieurs mouvements auf Harmonie gesetzt.

## Pratique historique
Les ensembles de musique d'harmonie ont en quelque sorte remplacé les anciennes bandes de hautbois.
C'est surtout dans la Vienne classique que la musique d'harmonie faisait partie du « bon ton » des maisons nobles, qui pouvaient ainsi réjouir leurs sociétés invitées, surtout avec des adaptations d'opéras, mais aussi de musique militaire et de musique de promenade, parfois composées spécialement à cet effet. La musique d'harmonie était également souvent interprétée comme sérénade (nocturne) dans les lieux publics. Même la cour des Habsbourg, qui pouvait s'offrir de grands orchestres (contrairement à certains membres de la petite noblesse), a fondé en 1782 une « Harmonie impériale et royale » (en allemand : Kaiserliche und königliche Harmonie) qui a existé jusqu'en 1837 et qui a commandé plus de 170 adaptations d'opéras et 22 œuvres originales pour cette formation.
Dans le Musikalisches Lexikon de 1802, le théoricien de la musique Heinrich Christoph Koch fait remarquer à propos de la musique d'harmonie :

« On se sert pour cela soit de morceaux spécialement composés à cet effet, qui se composent de phrases de mouvements et de mesures différentes et qui peuvent prendre n'importe quel caractère, mais qui ne se succèdent pas dans un ordre déterminé, soit on arrange pour ces instruments des opéras et d'autres morceaux qui sont en fait destinés à un autre usage, parce qu'il manque encore jusqu'à présent un nombre suffisant de bons morceaux. »

— Heinrich Christoph Koch
La plupart du temps, ce ne sont pas les compositeurs eux-mêmes qui ont arrangé leurs œuvres en musique d'harmonie (voir cependant les exceptions importantes mentionnées ci-dessous). Ce sont plutôt le hautboïste Johann Nepomuk Wendt, qui a mis en harmonie une quarantaine d'opéras (dont cinq de Mozart) et de ballets, le hautboïste Joseph Triebensee,, entre autres, une adaptation du Don Giovanni de Mozart, et le clarinettiste Wenzel Sedlák, à qui nous devons la version de la musique d'harmonie de Fidelio autorisée par le compositeur Ludwig van Beethoven. Une musique d'harmonie de Weber, Der Freischütz, a été composée par Karl Flachs de Leipzig en 1822.
Un exemple tout à fait remarquable est celui de Beethoven lui-même, qui a fait arranger ses 7e et 8e symphonies (disparues) pour la musique d'harmonie sous sa supervision personnelle (voir Beethoven-Archiv, Bonn) ainsi que, simultanément, pour diverses autres formations de musique de chambre.

## Histoire
Au cours de la période historique de la musique d'harmonie, la taille de l'ensemble a progressivement augmenté. Hellyer suggère qu'au début de la période, dans les années 1750, une musique d'harmonie pouvait se composer de seulement cinq instruments (deux hautbois, deux cors et un basson), bien qu'un second basson puisse également être inclus. Les compositions d'harmonie de Haydn et de Mozart utilisent toutes au moins six instruments.
Une expansion ultérieure de la musique d'harmonie peut être retracée avec l'accession de Joseph II, empereur romain germanique, au trône de l'Empire autrichien en 1780. Joseph II a développé la pratique musicale à sa cour de plusieurs manières, notamment en introduisant la musique d'harmonie. Cette formation était composée de huit musiciens, avec deux clarinettes ajoutées aux deux hautbois, deux cors et deux bassons traditionnels. D'autres nobles ont ensuite suivi l'exemple de l'Empereur.
L'harmonie de l'Empereur comprenait quelques musiciens distingués, notamment le clarinettiste Anton Stadler, qui a inspiré un certain nombre d'œuvres importantes de Mozart. Elle comprenait également le frère cadet d'Anton Johann, ainsi que le hautboïste Jan Nepomuk Vent, compositeur de plus de 80 œuvres pour l'harmonie et le hautboïste/compositeur Joseph Triebensee.
La musique d'harmonie a continué d'être une tradition musicale vivante jusqu'à ce que les guerres napoléoniennes obligent les aristocrates à se retrancher financièrement, en réduisant le nombre de musiciens qu'ils employaient. La tradition a été largement abandonnée au milieu des années 1830.
En France, on notera entre autres qu'Etienne Ozi publiera plusieurs suites de pièces  d'harmonie pour sextuor dès 1784 et qu'Amand Vanderhagen des Pièces d'harmonie contenant des ouvertures, airs et ariettes d'opéra et opéra comiques, arrangées pour deux clarinettes, deux cors et deux bassons au début du XIXe siècle.

## Les grands compositeurs allemands et l'harmonie
Joseph Haydn a composé quelques musiques d'harmonie, dont la plupart étaient de petite taille (comme un sextuor composé de deux hautbois, deux cors et deux bassons). Sa grande œuvre la plus célèbre est la Divertimento en si bémol majeur Hob. II/46, dont le mouvement central lent, le Choral de Saint-Antoine, a été choisi par Johannes Brahms comme thème initial de ses Variations sur un thème de Haydn. Entre-temps, Ignaz Pleyel a d'ailleurs été identifié comme le véritable compositeur de cette Feldpartie, mais personne ne changera pour autant le titre brahmsien des variations en Variations Pleyel.
Mozart a également participé à ce courant à la mode, tout d'abord en mettant des parties de ses opéras « en harmonie », il écrit à ce sujet à son père le 20 juillet 1782 :

« Jusqu'à dimanche huit jours, mon opéra [probablement L'Enlèvement au sérail] doit être mis à l'harmonie - sinon quelqu'un viendra avant moi - et en tirera profit à ma place ; [...] vous n'imaginez pas comme c'est difficile de mettre quelque chose comme ça à l'harmonie - que c'est le propre des instruments à vent, et que pourtant rien n'est perdu de l'effet. »

Ce faisant, Mozart (comme d'autres de ses collègues) avait surtout en vue la popularisation de ses propres opéras : il faisait de la publicité pour ses œuvres et profitait accessoirement de leur seconde exploitation en les adaptant de manière que l'enchaînement des pièces corresponde au déroulement de l'œuvre scénique originale. Cette stratégie atteint son point culminant en termes d'autodérision lorsque, dans le final de son Don Giovanni, Mozart fait sonner sur scène la musique d'harmonie en citant Le nozze di Figaro pour la musique de table, et que le héros en titre chante allègrement avec lui : Questa poi la conosco pur troppo (Je ne connais que trop bien ce qui se passe maintenant). Le fait que Mozart prévoie ici une musique d'harmonie pour le repas témoigne en passant de la mégalomanie de Don Giovanni, car les instruments à vent n'étaient utilisés pour la musique de table que dans les cas où les cordes ne suffisaient pas en termes de volume, par exemple en plein air ou dans d'immenses salles. Don Giovanni n'attend cependant que le commandeur pour le repas.
Mais à la même époque, Mozart écrit également des œuvres pour ensemble à vent qui n'ont plus grand-chose à voir avec le caractère purement récréatif de la musique d'harmonie. Sa Sérénade KV 361 surnommée Gran Partita pour 13 instruments à vent et les Sérénades KV 375 en mi bémol majeur et KV 388/384a en ut mineur sont de véritables œuvres de musique de chambre qui montrent le maître à l'apogée de sa créativité et qui n'ont rien à envier à sa musique de chambre pour cordes en termes de forme musicale et de motif. Il en va de même pour les octuors pour instruments à vent de Ludwig van Beethoven et de Franz Schubert, ainsi que pour les musiques d'harmonie d'Antonio Salieri, composées de différents effectifs.
À partir de 1830 environ, la musique d'harmonie fut peu à peu évincée de la culture quotidienne par la vie musicale publique bourgeoise.

## Discographie sélective
- Consortium Classicum (Dieter Klöcker): Wolfgang Amadeus Mozart: Harmoniemusiken (3 CDs) – Les CD contiennent des arrangements de Die Entführung aus dem Serail, Die Zauberflöte, La clemenza di Tito, Die Hochzeit des Figaro et Don Giovanni. BR 100 003; BR 100 073; BR 100 135
- Octophoros : Ludwig van Beethoven, Symphonie no 7, Ouverture de Fidelio ; ACCENT ACC48434D, 1984
- Amphion Wind Octet : Joseph Martin Kraus, Amphitryon, arrangé par Johann Friedrich Grenser, ACCENT ACC 24195
- Consortium Classicum (Dieter Klöcker): Franz Xaver Süßmayr, Der Spiegel von Arkadien, édité probablement par G. Wendt, MDG 301 1380-2